# Könchog Chösang
Könchog Chösang  (? - 1673) was een Tibetaans geestelijke.
Hij was de negenendertigste Ganden tripa van 1648 tot 1654 en daarmee de hoofdabt van het klooster Ganden en hoogste geestelijke van de gelugtraditie in het Tibetaans boeddhisme.
Hij werd geboren in Tolung Chuzang in 1586 of 1587, en werd al jong toegelaten tot het Chuzang-klooster waar hij de voor het kloosterleven benodigde basisopleiding volgde. Daarna ging hij naar het Gomang-college van het Drepung-klooster in Lhasa. Hij bestudeerde vier van de vijf onderdelen van het curriculum van de geshe-opleiding. Aansluitend volgde hij onderwijs in tantra en mandala aan het Gyuto-college. Na voltooiing daarvan gaf hij onderricht aan diverse kloosterscholen, onder andere Gyuto en Shartse van het gandenklooster. Mogelijk was hij hier ook abt.
In 1648 werd Könchog Chözang gekozen tot de 39e Ganden tripa, en diende de gebruikelijke termijn van 7 jaar. Naast zijn taken als hoofdabt gaf hij hier onderricht in tantra en leidde de belangrijke religieuze activiteiten, zoals het grote Mönlam gebedsfeest in Lhasa. Na zijn emeritaat bracht hij de meeste tijd door in de kloosters van Meldro Rinchenling en Dechen Sang Ngag Khar, waar hij lesgaf en meewerkte aan de ontwikkeling van het onderwijssysteem. Hij overleed in 1673 op 87-jarige leeftijd, hieruit is zijn mogelijke geboortejaar afgeleid.